# Тамер Сейям
Тамер Сейям (на арабски: تامر محمد صبحي صيام‎)  (роден на 25 ноември 1992 г.) в Йепусалим, Иран)  е палестински футболист нападател, състезател на тайландския ПТ Прачуаб и Националния отбор на Палестина. Участник на Мондиал 2017 за младежи. Участник в Купата на Азия 2023, автор на гола срещу Иран при загубата с 1:4.

### Успехи
Отборни
 Палестина
- Купа на предизвикателството на Азия
  - Носител (1): 2014[2]